# Skisprung-Grand-Prix 2012
Der Skisprung-Grand-Prix 2012 (offizielle Bezeichnung: FIS Grand Prix Ski Jumping 2012) war eine vom Weltskiverband FIS zwischen dem 20. Juli und dem 3. Oktober 2012 bei den Männern und zwischen dem 14. August und dem 23. September 2012 erstmals auch bei den Frauen ausgetragene Wettkampfserie im Skispringen. Der Grand-Prix umfasste bei den Männern neun Einzel- und einen Teamwettbewerb, von denen sechs in Europa und vier in Asien stattfanden, sowie vier Einzelwettbewerbe bei den Frauen, von denen zwei in Europa und zwei in Asien stattfanden. Zudem gab es zwei Mixed-Teamspringen in Europa.

## Ergebnisse und Wertungen Männer

### Austragungsorte und Springen
| Wisła: - 20. Juli 2012: HS 134 Team - 21. Juli 2012: HS 134 Einzel Courchevel: - 15. August 2012: HS 132 Einzel Hinterzarten: - 19. August 2012: HS 108 Einzel Hakuba: - 25. August 2012: HS 131 Einzel - 26. August 2012: HS 131 Einzel | Almaty: - 22. September 2012: HS 140 Einzel - 23. September 2012: HS 140 Einzel Hinzenbach: - 30. September 2012: HS 94 Einzel Klingenthal: - 3. Oktober 2012: HS 140 Einzel |  |

### Grand-Prix Übersicht
| Datum     | Austragungsort | Schanze                | Bemerkung    | Sieger                                                        | Zweiter                                              | Dritter                                                                     |
| --------- | -------------- | ---------------------- | ------------ | ------------------------------------------------------------- | ---------------------------------------------------- | --------------------------------------------------------------------------- |
| 20.7.2012 | Wisła          | Malinka HS134          | Team Nacht 1 | SlowenienJurij Tepeš Robert Hrgota Peter Prevc Robert Kranjec | PolenPiotr Żyła Kamil Stoch Dawid Kubacki Maciej Kot | DeutschlandAndreas Wank Maximilian Mechler Michael Neumayer Richard Freitag |
| 21.7.2012 | Wisła          | Malinka HS134          |              | Maciej Kot                                                    | Simon Ammann                                         | Wolfgang Loitzl                                                             |
| 15.8.2012 | Courchevel     | Tremplin du Praz HS132 | Nacht        | Reruhi Shimizu                                                | Andreas Wank                                         | Tom Hilde                                                                   |
| 19.8.2012 | Hinterzarten   | Adlerschanze HS108     | Nacht        | Andreas Wank                                                  | Reruhi Shimizu                                       | Lukáš Hlava                                                                 |
| 25.8.2012 | Hakuba         | Hakuba-Schanzen HS131  | Nacht        | Andreas Wank                                                  | Simon Ammann                                         | Noriaki Kasai                                                               |
| 26.8.2012 | Hakuba         | Hakuba-Schanzen HS131  | Nacht        | Andreas Wank                                                  | Jurij Tepeš                                          | Dawid Kubacki                                                               |
| 22.9.2012 | Almaty         | Gorney Gigant HS140    | Nacht        | Jurij Tepeš                                                   | Anders Fannemel                                      | Tom Hilde                                                                   |
| 23.9.2012 | Almaty         | Gorney Gigant HS140    | Nacht 2      | Taku Takeuchi                                                 | Jurij Tepeš                                          | Anders Bardal                                                               |
| 30.9.2012 | Hinzenbach     | Aigner-Schanze HS94    |              | Maciej Kot                                                    | Severin Freund                                       | Taku Takeuchi                                                               |
| 3.10.2012 | Klingenthal    | Vogtland Arena HS140   |              | Severin Freund                                                | Taku Takeuchi                                        | Thomas Morgenstern                                                          |

### Wertungen
| Rang | Name               | Punkte |
| ---- | ------------------ | ------ |
| 01.  | Andreas Wank       | 449    |
| 02.  | Jurij Tepeš        | 378    |
| 03.  | Taku Takeuchi      | 352    |
| 04.  | Reruhi Shimizu     | 327    |
| 05.  | Maciej Kot         | 310    |
| 06.  | Simon Ammann       | 305    |
| 07.  | Tom Hilde          | 238    |
| 08.  | Dawid Kubacki      | 218    |
| 09.  | Severin Freund     | 180    |
| 10.  | Yūta Watase        | 163    |
| 11.  | Anders Fannemel    | 152    |
| 12.  | Danny Queck        | 139    |
| 13.  | Wladimir Sografski | 134    |
| 14.  | Anders Bardal      | 133    |
| 15.  | Jaka Hvala         | 128    |
| 16.  | Michael Neumayer   | 127    |
| 17.  | Junshirō Kobayashi | 121    |
| 18.  | Matjaž Pungertar   | 118    |
| 19.  | Richard Freitag    | 117    |
| 20.  | Tomaž Naglič       | 109    |
| 21.  | Michael Hayböck    | 099    |
| 22.  | Thomas Morgenstern | 096    |
|      | Noriaki Kasai      | 096    |
| 24.  | Lukáš Hlava        | 092    |
| 25.  | Kamil Stoch        | 089    |
| 26.  | Piotr Żyła         | 084    |
|      | Bartłomiej Kłusek  | 084    |
| 28.  | Nicolas Mayer      | 081    |

| Rang | Name                  | Punkte |
| ---- | --------------------- | ------ |
| 29.  | Sebastian Colloredo   | 076    |
| 30.  | Andreas Stjernen      | 075    |
|      | Kento Sakuyama        | 075    |
| 32.  | Gregor Deschwanden    | 071    |
| 33.  | Jan Matura            | 064    |
| 34.  | Robert Hrgota         | 062    |
| 35.  | Wolfgang Loitzl       | 060    |
| 36.  | Ilja Rosljakow        | 059    |
|      | Peter Prevc           | 059    |
| 38.  | Kenshirō Itō          | 057    |
| 39.  | Anders Jacobsen       | 056    |
| 40.  | Shō Suzuki            | 054    |
| 41.  | Gregor Schlierenzauer | 053    |
|      | Borek Sedlák          | 053    |
| 43.  | Alexei Romaschow      | 047    |
| 44.  | Lukas Müller          | 040    |
|      | Peter Frenette        | 040    |
| 46.  | Roman Koudelka        | 032    |
| 47.  | MacKenzie Boyd-Clowes | 030    |
| 48.  | Andreas Kofler        | 029    |
|      | Marco Grigoli         | 029    |
| 50.  | Robert Kranjec        | 028    |
| 51.  | Rune Velta            | 027    |
| 52.  | Martin Schmitt        | 026    |
| 53.  | Maximilian Mechler    | 025    |
|      | Alexandre Mabboux     | 025    |
| 55.  | Jakub Janda           | 024    |
| 56.  | Manuel Fettner        | 020    |
|      | Bjørn Einar Romøren   | 020    |

| Rang | Name                     | Punkte |
| ---- | ------------------------ | ------ |
| 58.  | Aleksander Zniszczoł     | 018    |
|      | Karl Geiger              | 018    |
|      | Dejan Judež              | 018    |
| 61.  | Stefan Kraft             | 013    |
|      | Anton Kalinitschenko     | 013    |
|      | Martin Koch              | 013    |
|      | Emmanuel Chedal          | 013    |
|      | Olli Muotka              | 013    |
| 66.  | Fumihisa Yumoto          | 012    |
| 67.  | Krzysztof Biegun         | 011    |
|      | Janne Happonen           | 011    |
| 69.  | Ilmir Chasetdinow        | 010    |
| 70.  | Kaarel Nurmsalu          | 009    |
|      | Antonín Hájek            | 009    |
| 72.  | Krzysztof Miętus         | 008    |
|      | Andreas Wellinger        | 008    |
|      | Anders Johnson           | 008    |
| 75.  | Denis Kornilow           | 007    |
| 76.  | Dmitri Ipatow            | 005    |
|      | Anssi Koivuranta         | 005    |
| 78.  | Andraž Pograjc           | 004    |
| 79.  | Pascal Bodmer            | 003    |
|      | Alexei Ptschelinzew      | 003    |
|      | Choi Heung-chul          | 003    |
| 82.  | Vincent Descombes Sevoie | 002    |
|      | Matthew Rowley           | 002    |
| 84.  | David Zauner             | 001    |
|      | Kim Hyun-ki              | 001    |

| Endstand nach 12 Springen |                    |        |
| \| Rang \| Land \| Punkte \| \| ---- \| ------------------ \| ------ \| \| 01. \| Japan \| 1832 \| \| 02. \| Deutschland \| 1717 \| \| 03. \| Slowenien \| 1404 \| \| 04. \| Polen \| 1172 \| \| 05. \| Norwegen \| 1026 \| \| 06. \| Österreich \| 1024 \| \| 07. \| Schweiz \| 0430 \| \| 08. \| Tschechien \| 0374 \| \| 09. \| Frankreich \| 0246 \| \| 10. \| Vereinigte Staaten \| 0173 \| \| 11. \| Kanada \| 0157 \| \| 12. \| Italien \| 0151 \| \| 13. \| Russland \| 0141 \| \| 14. \| Bulgarien \| 0134 \| \| 15. \| Finnland \| 0079 \| \| 16. \| Estland \| 0009 \| \| 17. \| Südkorea \| 0004 \| \| 18. \| Kasachstan \| 0003 \| |                    |        |
| Rang | Land               | Punkte |
| 01. | Japan              | 1832   |
| 02. | Deutschland        | 1717   |
| 03. | Slowenien          | 1404   |
| 04. | Polen              | 1172   |
| 05. | Norwegen           | 1026   |
| 06. | Österreich         | 1024   |
| 07. | Schweiz            | 0430   |
| 08. | Tschechien         | 0374   |
| 09. | Frankreich         | 0246   |
| 10. | Vereinigte Staaten | 0173   |
| 11. | Kanada             | 0157   |
| 12. | Italien            | 0151   |
| 13. | Russland           | 0141   |
| 14. | Bulgarien          | 0134   |
| 15. | Finnland           | 0079   |
| 16. | Estland            | 0009   |
| 17. | Südkorea           | 0004   |
| 18. | Kasachstan         | 0003   |

## Ergebnisse und Wertungen Frauen

### Austragungsorte und Springen
| Courchevel: - 15. August 2012: HS 96 Einzel Hinterzarten: - 17. August 2012: HS 108 Einzel Almaty: - 22. September 2012: HS 106 Einzel - 23. September 2012: HS 106 Einzel |

### Grand-Prix Übersicht
| Datum     | Austragungsort | Schanze               | Bemerkung | Siegerin            | Zweite           | Dritte                     |
| --------- | -------------- | --------------------- | --------- | ------------------- | ---------------- | -------------------------- |
| 15.8.2012 | Courchevel     | Tremplin du Praz HS96 |           | Alexandra Pretorius | Daniela Iraschko | Jacqueline Seifriedsberger |
| 17.8.2012 | Hinterzarten   | Adlerschanze HS108    | Nacht     | Daniela Iraschko    | Sara Takanashi   | Carina Vogt                |
| 22.9.2012 | Almaty         | Gorney Gigant HS106   | Nacht     | Sara Takanashi      | Katja Požun      | Alexandra Pretorius        |
| 23.9.2012 | Almaty         | Gorney Gigant HS106   | Nacht     | Sara Takanashi      | Irina Awwakumowa | Alexandra Pretorius        |

### Wertungen
| Rang | Name                       | Punkte |
| ---- | -------------------------- | ------ |
| 01.  | Sara Takanashi             | 312    |
| 02.  | Alexandra Pretorius        | 249    |
| 03.  | Daniela Iraschko           | 180    |
| 04.  | Carina Vogt                | 154    |
| 05.  | Irina Awwakumowa           | 148    |
| 06.  | Katja Požun                | 144    |
| 07.  | Maja Vtič                  | 118    |
| 08.  | Ayumi Watase               | 116    |
| 09.  | Jacqueline Seifriedsberger | 110    |
| 10.  | Ulrike Gräßler             | 106    |
| 11.  | Eva Logar                  | 100    |
| 12.  | Yūki Itō                   | 099    |
| 13.  | Jessica Jerome             | 082    |
| 14.  | Coline Mattel              | 081    |

| Rang | Name                    | Punkte |
| ---- | ----------------------- | ------ |
| 15.  | Kaori Iwabuchi          | 071    |
| 16.  | Svenja Würth            | 061    |
| 17.  | Wendy Vuik              | 058    |
| 18.  | Julia Kykkänen          | 044    |
| 19.  | Sabrina Windmüller      | 043    |
| 20.  | Evelyn Insam            | 042    |
|      | Yoshiko Kasai           | 042    |
|      | Yurina Yamada           | 042    |
| 23.  | Atsuko Tanaka           | 038    |
| 24.  | Daniela Haralambie      | 030    |
|      | Taylor Henrich          | 030    |
| 26.  | Anastassija Gladyschewa | 027    |
| 27.  | Katharina Althaus       | 025    |
| 28.  | Abby Hughes             | 024    |

| Rang | Name               | Punkte |
| ---- | ------------------ | ------ |
| 29.  | Line Jahr          | 022    |
| 30.  | Urša Bogataj       | 020    |
| 31.  | Elena Runggaldier  | 018    |
| 32.  | Anna Häfele        | 017    |
| 33.  | Ramona Straub      | 015    |
| 34.  | Anette Sagen       | 013    |
| 35.  | Lisa Demetz        | 007    |
|      | Anja Tepeš         | 007    |
| 37.  | Špela Rogelj       | 005    |
|      | Roberta D’Agostina | 005    |
| 39.  | Bigna Windmüller   | 004    |
| 40.  | Vladěna Pustková   | 003    |
| 41.  | Alissa Johnson     | 002    |
|      | Veronika Zobel     | 002    |

| Endstand nach 6 Springen |                    |        |
| \| Rang \| Land \| Punkte \| \| ---- \| ------------------ \| ------ \| \| 01. \| Japan \| 1057 \| \| 02. \| Deutschland \| 0705 \| \| 03. \| Österreich \| 0640 \| \| 04. \| Slowenien \| 0494 \| \| 05. \| Kanada \| 0442 \| \| 06. \| Vereinigte Staaten \| 0233 \| \| 07. \| Norwegen \| 0210 \| \| 08. \| Frankreich \| 0206 \| \| 09. \| Russland \| 0175 \| \| 10. \| Italien \| 0147 \| \| 11. \| Schweiz \| 0072 \| \| 12. \| Niederlande \| 0058 \| \| 13. \| Finnland \| 0044 \| \| 14. \| Rumänien \| 0030 \| \| 15. \| Tschechien \| 0003 \| |                    |        |
| Rang | Land               | Punkte |
| 01. | Japan              | 1057   |
| 02. | Deutschland        | 0705   |
| 03. | Österreich         | 0640   |
| 04. | Slowenien          | 0494   |
| 05. | Kanada             | 0442   |
| 06. | Vereinigte Staaten | 0233   |
| 07. | Norwegen           | 0210   |
| 08. | Frankreich         | 0206   |
| 09. | Russland           | 0175   |
| 10. | Italien            | 0147   |
| 11. | Schweiz            | 0072   |
| 12. | Niederlande        | 0058   |
| 13. | Finnland           | 0044   |
| 14. | Rumänien           | 0030   |
| 15. | Tschechien         | 0003   |

## Mixed-Team-Wettkämpfe

### Austragungsorte und Springen
| Courchevel: - 14. August 2012: HS 96 Hinterzarten: - 18. August 2012: HS 108 |

### Ergebnisse
| Datum     | Austragungsort | Schanze               | Bemerkung | Sieger                                                                                      | Zweiter                                                                | Dritter                                                                            |
| --------- | -------------- | --------------------- | --------- | ------------------------------------------------------------------------------------------- | ---------------------------------------------------------------------- | ---------------------------------------------------------------------------------- |
| 14.8.2012 | Courchevel     | Tremplin du Praz HS96 | Nacht     | JapanYūki Itō Sara Takanashi Noriaki Kasai Yūta Watase                                      | DeutschlandKatharina Althaus Ulrike Gräßler Pascal Bodmer Andreas Wank | ÖsterreichJacqueline Seifriedsberger Daniela Iraschko David Zauner Michael Hayböck |
| 18.8.2012 | Hinterzarten   | Adlerschanze HS108    |           | ÖsterreichJacqueline Seifriedsberger Daniela Iraschko Michael Hayböck Gregor Schlierenzauer | JapanSara Takanashi Kaori Iwabuchi Reruhi Shimizu Yūta Watase          | DeutschlandUlrike Gräßler Carina Vogt Richard Freitag Andreas Wank                 |